# Polisöverintendent

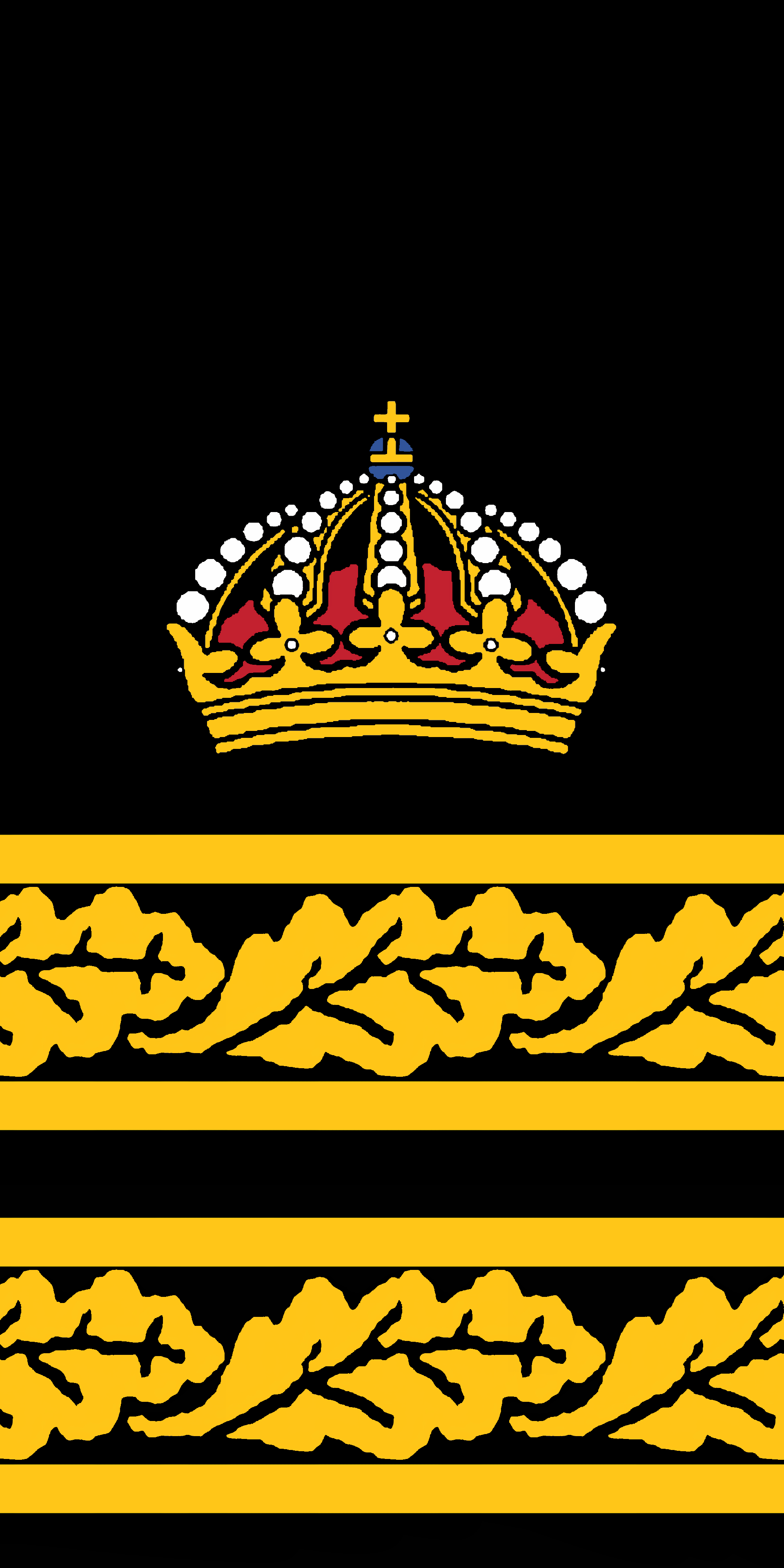
Gradbeteckning för en polisöverintendent.

Polisöverintendent är en tjänstegrad inom polisen i Sverige (Polismyndigheten och Säkerhetspolisen).
Polisöverintendent är en grad i polischefskarriären som står direkt över direkt över polisintendent. Gradbeteckningen är densamma som för en polismästare, med två tjocka eklövskransar med kunglig krona ovanpå.
Graden förekom historiskt inom Rikspolisstyrelsen, Polismyndigheten i Stockholms län och Polismyndigheten i Västra Götaland för högre chefer för olika avdelningar och enheter.